# Episodi di Zig & Sharko (quarta stagione)
La quarta stagione di Zig & Sharko viene trasmessa su Gulli dal 6 novembre 2023 e conta 78 episodi da 7 minuti. In Italia viene trasmessa su K2 dal 12 settembre 2023 al 30 aprile 2024. Anche in questa stagione, sono sempre fissi i titoli in inglese.
I titoli degli episodi sono trascritti come compaiono in TV.
| N°       | N°       | Titolo originale                   | Titolo tradotto in Italiano       | Titolo utilizzato negli episodi italiani | Prima TV Italia   | Anteprima Web Italia Discovery+ |
| -------- | -------- | ---------------------------------- | --------------------------------- | ---------------------------------------- | ----------------- | ------------------------------- |
| 1 (235)  | 1 (79)   | Un grand pas pour Marina (Volet 1) | Se la scarpa calza (Parte 1)      | If the Shoe Fits (Part 1)                | 12 settembre 2023 | 12 settembre 2023               |
| 2 (236)  | 1 (79)   | Un grand pas pour Marina (Volet 2) | Se la scarpa calza (Parte 2)      | If the Shoe Fits (Part 2)                | 12 settembre 2023 | 12 settembre 2023               |
| 3 (237)  | 1 (79)   | Dans la boîte                      | Scarpa volante                    | Shoe fly                                 | 13 settembre 2023 | 12 settembre 2023               |
| 4 (238)  | 2 (80)   | Vernis mon beau vernis             | Duro come le unghie               | Tough as nails                           | 13 settembre 2023 | 12 settembre 2023               |
| 5 (239)  | 2 (80)   | Rebouche trou                      | Rattoppare                        | Patching things up                       | 14 settembre 2023 | 12 settembre 2023               |
| 6 (240)  | 2 (80)   | Cher papa                          | Non dirlo a papà                  | Don't tell dad                           | 14 settembre 2023 | 12 settembre 2023               |
| 7 (241)  | 3 (81)   | Zig à la baguette                  | Bacchetta magica                  | Wacky wand                               | 15 settembre 2023 | 12 settembre 2023               |
| 8 (242)  | 3 (81)   | Super vigie                        | Marina in salvo                   | Marina to the rescue                     | 15 settembre 2023 | 12 settembre 2023               |
| 9 (243)  | 3 (81)   | Chevauchée sous les tropiques      | A cavallo                         | Stradding the Equator                    | 18 settembre 2023 | 12 settembre 2023               |
| 10 (244) | 4 (82)   | Des claquettes pas nettes          | Scivoli puzzolenti                | Stinky slides                            | 19 settembre 2023 | 12 settembre 2023               |
| 11 (245) | 4 (82)   | En roue libre                      | A ruota libera                    | Freewheeling                             | 19 settembre 2023 | 12 settembre 2023               |
| 12 (246) | 4 (82)   | Moustigre                          | Morso di squalo                   | Shark bitten                             | 19 settembre 2023 | 12 settembre 2023               |
| 13 (247) | 5 (83)   | Au poil                            | Una rasatura accurata             | A close shave                            | 20 settembre 2023 | 12 settembre 2023               |
| 14 (248) | 5 (83)   | Clac claquettes                    | Scivoli                           | Shuffle slides                           | 20 settembre 2023 | 12 settembre 2023               |
| 15 (249) | 5 (83)   | Un heureux événement               | Cosa ti aspetti?                  | What were you expecting?                 | 21 settembre 2023 | 12 settembre 2023               |
| 16 (250) | 6 (84)   | C'est pas moi c'est lui            | Non ero io                        | It wasn't me!                            | 21 settembre 2023 | 12 settembre 2023               |
| 17 (251) | 6 (84)   | Jamais sans mes claquettes         | Senza ciabatte                    | Not without my slides!                   | 22 settembre 2023 | 12 settembre 2023               |
| 18 (252) | 6 (84)   | Ça vole haut                       | Testa tra le nuvole               | Head in the clouds                       | 22 settembre 2023 | 12 settembre 2023               |
| 19 (253) | 7 (85)   | Balle de match                     | Match point                       | Match point                              | 25 settembre 2023 | 12 settembre 2023               |
| 20 (254) | 7 (85)   | Pour le pire et le meilleur        | Nel bene e nel male               | For better or for worse                  | 25 settembre 2023 | 12 settembre 2023               |
| 21 (255) | 7 (85)   | Blagounettes                       | Ciabatte show                     | Slide Show                               | 26 settembre 2023 | 12 settembre 2023               |
| 22 (256) | 8 (86)   | À la trace                         | Il sentiero                       | The Slide Trail                          | 27 settembre 2023 | 12 settembre 2023               |
| 23 (257) | 8 (86)   | Le dernier yaourt                  | L'ultimo yogurt                   | The last yoghurt                         | 28 settembre 2023 | 12 settembre 2023               |
| 24 (258) | 8 (86)   | Un vrai cauchemar                  | Fare i pagliacci                  | Clowning Around                          | 29 settembre 2023 | 12 settembre 2023               |
| 25 (259) | 9 (87)   | Un Père Noël étourdi               | La confusione di Babbo Natale     | Santa's Mix Up                           | 6 novembre 2023   | 6 novembre 2023                 |
| 26 (260) | 9 (87)   | Sharko-Magnon                      | Sharko Sapiens                    | Sharko-Sapiens                           | 6 novembre 2023   | 6 novembre 2023                 |
| 27 (261) | 9 (87)   | Comme chien et chat                | Come il cane e il gatto           | Like cat and dog                         | 7 novembre 2023   | 6 novembre 2023                 |
| 28 (262) | 10 (88)  | Essayer c'est adopter              | Finders Keepers                   | Finders Keepers                          | 7 novembre 2023   | 6 novembre 2023                 |
| 29 (263) | 10 (88)  | Gloups !                           | Gulp!                             | Gulp!                                    | 8 novembre 2023   | 6 novembre 2023                 |
| 30 (264) | 10 (88)  | La fuite de trop                   | Mille perdite                     | A thousand leaks                         | 8 novembre 2023   | 6 novembre 2023                 |
| 31 (265) | 11 (89)  | Petit Bassin                       | Piscina per bambini               | Padding pool                             | 9 novembre 2023   | 6 novembre 2023                 |
| 32 (266) | 11 (89)  | Marina l'exploratrice              | Marina l'esploratrice             | Marina the explorer                      | 9 novembre 2023   | 6 novembre 2023                 |
| 33 (267) | 11 (89)  | Croque-Madame                      | Denti nuovi di zecca              | Brand new teeth                          | 10 novembre 2023  | 6 novembre 2023                 |
| 34 (268) | 12 (90)  | Soirée Pyjama                      | Pigiama Party                     | Pyjama Party                             | 10 novembre 2023  | 6 novembre 2023                 |
| 35 (269) | 12 (90)  | Rien ne sert de courir             | Pronti, partenza, via!            | Ready, Steady, Go!                       | 13 novembre 2023  | 6 novembre 2023                 |
| 36 (270) | 12 (90)  | Si c'était une sirène              | Benvenuti all'isola delle sirene  | Welcome to mermaid island                | 14 novembre 2023  | 6 novembre 2023                 |
| 37 (271) | 13 (91)  | Gomme tout                         | Cancellato                        | Wiped out                                | 15 novembre 2023  | 10 novembre 2023                |
| 38 (272) | 13 (91)  | Chasse aux oeufs                   | Caccia all'uovo                   | Egg hunt!                                | 16 novembre 2023  | 10 novembre 2023                |
| 39 (273) | 13 (91)  | Coup de soleil                     | Scottatura solare                 | Sunburn                                  | 17 novembre 2023  | 10 novembre 2023                |
| 40 (274) | 14 (92)  | Allez dodo !                       | È ora di andare a letto!          | It's bedtime!                            | 5 febbraio 2024   | 5 febbraio 2024                 |
| 41 (275) | 14 (92)  | Zig de l'espace                    | Zig distanziato                   | Spaced-out Zig                           | 5 febbraio 2024   | 5 febbraio 2024                 |
| 42 (276) | 14 (92)  | Merci maman !                      | Grazie, mamma                     | Thanks, mom!                             | 6 febbraio 2024   | 5 febbraio 2024                 |
| 43 (277) | 15 (93)  | La loi pirate                      | Legge sui pirati                  | Pirate Law                               | 6 febbraio 2024   | 5 febbraio 2024                 |
| 44 (278) | 15 (93)  | Marina livraison express           | Marina Munchies Express           | Marina Munchies Express                  | 7 febbraio 2024   | 5 febbraio 2024                 |
| 45 (279) | 15 (93)  | Ultime Figurine                    | L'ultima figurina                 | The Last Figurine                        | 8 febbraio 2024   | 5 febbraio 2024                 |
| 46 (280) | 16 (94)  | Grain de sable                     | Maniaco dell'ordine!              | Neat Freak!                              | 12 febbraio 2024  | 5 febbraio 2024                 |
| 47 (281) | 16 (94)  | Action !                           | Acrobazie pazzesche!              | Crazy Stunts!                            | 13 febbraio 2024  | 5 febbraio 2024                 |
| 48 (282) | 16 (94)  | Club chouchou                      | Beach Club                        | Kiddies Beach Club                       | 14 febbraio 2024  | 5 febbraio 2024                 |
| 49 (283) | 17 (95)  | Dino Dingo                         | Caro Dinosauro                    | Darling Dinosaur                         | 15 febbraio 2024  | 5 febbraio 2024                 |
| 50 (284) | 17 (95)  | Kung Fu Bernie                     | Kung Fu Bernie                    | Kung Fu Bernie                           | 19 febbraio 2024  | 5 febbraio 2024                 |
| 51 (285) | 17 (95)  | Youhouuuu !                        | YIPPEE!                           | YIPPEE!                                  | 20 febbraio 2024  | 5 febbraio 2024                 |
| 52 (286) | 18 (96)  | Claquettes zombies                 | Scivoli Zombie                    | Zombie Slides                            | 21 febbraio 2024  | 5 febbraio 2024                 |
| 53 (287) | 18 (96)  | Bébé pleure                        | Il bambino piange!                | Baby's Crying!                           | 22 febbraio 2024  | 5 febbraio 2024                 |
| 54 (288) | 18 (96)  | Catch-moi si tu l'oses             | Il lottatore misterioso           | The Mystery Wrestler                     | 26 febbraio 2024  | 5 febbraio 2024                 |
| 55 (289) | 19 (97)  | C'est grave docteur ?              | Quanto è grave, dottore...?       | How Bad, Doctor...?                      | 27 febbraio 2024  | 5 febbraio 2024                 |
| 56 (290) | 19 (97)  | Cœur de pierre                     | Cuore di pietra                   | Heart of Stone                           | 28 febbraio 2024  | 5 febbraio 2024                 |
| 57 (291) | 19 (97)  | Kit de survie                      | Kit di sopravvivenza              | Survival Kit                             | 29 febbraio 2024  | 5 febbraio 2024                 |
| 58 (292) | 20 (98)  | Le tour est joué                   | Niente più magia!                 | No More Magic!                           | 4 marzo 2024      | 5 febbraio 2024                 |
| 59 (293) | 20 (98)  | Sur la plage abandonnée            | Persi sulla spiaggia              | Lost on the Beach                        | 5 marzo 2024      | 5 febbraio 2024                 |
| 60 (294) | 20 (98)  | Copié-collé                        | La copia perfetta                 | The Perfect Copy                         | 6 marzo 2024      | 5 febbraio 2024                 |
| 61 (295) | 21 (99)  | Un copain venu du froid            | L'amico della neve                | The Snow-Buddy                           | 3 aprile 2024     | 3 aprile 2024                   |
| 62 (296) | 21 (99)  | Urgence                            | Emergenza!                        | Emergency!                               | 3 aprile 2024     | 3 aprile 2024                   |
| 63 (297) | 21 (99)  | Faites comme chez vous             | Fai da te a casa tua              | Make Yourself at Home                    | 3 aprile 2024     | 3 aprile 2024                   |
| 64 (298) | 22 (100) | Si loin, si proche                 | Missione di salvataggio           | Rescue Mission                           | 4 aprile 2024     | 3 aprile 2024                   |
| 65 (299) | 22 (100) | Grande sœur                        | Sorella maggiore                  | Big Sister                               | 8 aprile 2024     | 3 aprile 2024                   |
| 66 (300) | 22 (100) | Goûte mes coquillettes             | Prova i miei maccheroni           | Try My Macaroni                          | 9 aprile 2024     | 3 aprile 2024                   |
| 67 (301) | 23 (101) | Ça grince                          | La porta che scricchiola          | The Creaking Door                        | 10 aprile 2024    | 3 aprile 2024                   |
| 68 (302) | 23 (101) | Les jumelles                       | Gemelli                           | Twins                                    | 11 aprile 2024    | 3 aprile 2024                   |
| 69 (303) | 23 (101) | Maxi Bernie                        | Mega-Bernie                       | Mega-Bernie                              | 15 aprile 2024    | 3 aprile 2024                   |
| 70 (304) | 24 (102) | Le nœud du problème                | Tutti legati                      | All tied up                              | 16 aprile 2024    | 3 aprile 2024                   |
| 71 (305) | 24 (102) | Vas-y mollo Sharko !               | Time-out, Sharko                  | Time Out, Sharko                         | 17 aprile 2024    | 3 aprile 2024                   |
| 72 (306) | 24 (102) | Le buzz                            | Il ronzio                         | The Buzz                                 | 18 aprile 2024    | 3 aprile 2024                   |
| 73 (307) | 25 (103) | Les meilleurs ennemis              | I migliori nemici                 | Best Enemies                             | 22 aprile 2024    | 3 aprile 2024                   |
| 74 (308) | 25 (103) | Les baskets farceuses              | Sneakers furtive                  | Sneaky Sneakers                          | 23 aprile 2024    | 3 aprile 2024                   |
| 75 (309) | 25 (103) | Perché                             | Sharko dalle gambe lunghe         | Long-legged Sharko                       | 24 aprile 2024    | 3 aprile 2024                   |
| 76 (310) | 26 (104) | L'apprenti sorcier                 | L'apprendista stregone            | The Sorcerer's Apprentice                | 25 aprile 2024    | 3 aprile 2024                   |
| 77 (311) | 26 (104) | Prédateurs des profondeurs         | Predatori delle profondità marine | Deep Sea Predators                       | 29 aprile 2024    | 3 aprile 2024                   |
| 78 (312) | 26 (104) | Bille en tête                      | Non perdere le biglie             | Don't Lose Your Marbles!                 | 30 aprile 2024    | 3 aprile 2024                   |